# Piscila
Piscila es una localidad del estado mexicano de Colima. Es parte del municipio de Colima.

## Demografía
| Gráfica de evolución demográfica |
|                                  |

| Censo | Población |
| ----- | --------- |
| 1910  | 379       |
| 1921  | 522       |
| 1930  | 152       |
| 1940  | 395       |
| 1950  | 470       |
| 1960  | 637       |
| 1970  | 792       |
| 1980  | 1 030     |
| 1990  | 1 265     |
| 2000  | 1 360     |
| 2010  | 1 352     |
| 2020  | 1 307     |